# ジョフロワ (小惑星)
ジョフロワ (12896 Geoffroy) は小惑星帯の外縁部に位置し、木星の公転軌道に内接している小惑星。エリック・エルストがエルストがヨーロッパ南天天文台（ラ・シヤ）で発見した。
『解剖哲学』の著者であるフランスの博物学者、エティエンヌ・ジョフロワ・サンティレールにちなんで命名された。